# Летрон, Гийом Франсуа
Гийом Франсуа Летрон (фр. Guillaume-François Le Trosne; 13 октября 1728, Орлеан — 26 мая 1780, Париж) — французский юрист и экономист;  один из главных деятелей физиократии — школы экономистов, основанной Франсуа Кенэ и маркизом Виктором Рикети де Мирабо в июле 1757 года.

## Биография
Гийом Франсуа Летрон родился 13 октября 1728 года в городе Орлеане в семье советника и секретаря короля, мирового судьи Гийома Летрона и его жены Терезы Маргариты Арно, дочери Луи Арно де Ноблевиля, дочери орлеанского купца.
Изучал юриспруденцию в университете родного города. В 1748 году на первом курсе права он был учеником знаменитого профессора права Робера-Жозефа Потье, о котором он много позднее, в 1773 году, написал труд «Éloge historique». В течение двух лет Летрон вместе с де Гиеном, юристом в парламенте и близким другом Потье, рецензировать рукопись великого труда последнего — «Pandectae Justinianeae in novum ordinemdigestae», которы был опубликован в Париже в середине XVIII века.
С 1753 по 1774 год Летрон занимал должность королевского адвоката в президиуме Орлеана. Он поделился своим опытом работы магистратом в 1764 году в запоминающейся критической речи под названием «l'Etat de la magistrature et des Reasons de sa décadence» («О состоянии магистратуры и причинах ее упадка»). Когда он покинул свой пост после более чем двадцатилетней карьеры, он получил звание почетного советника президиума Орлеана. 
До 1763 года Ле Тросн занимался вопросами естественного права, права народов и феодального права. С 1765 по 1767 год он также писал экономические статьи в специализированных журналах и в газете «Éphémérides du citoyen». С 1768 года он посвятил себя обширной работе развивая основные положения физиократического движения.
Выйдя на пенсию, он опубликовал в 1777 году свои «Vues sur la Justice Criminelle» («Взгляды на уголовное правосудие»). Летрон решительно поддерживал модель представленную Жозефом Мишелем Антуаном Серваном в его знаменитой речи 1767 года об уголовном правосудии.
В 1777 году вышел и главный экономический трактат Летрона: «De l’intérèt social, par rapport à la valeur, à la circulation, à l’industrie et au commerce intérieur et extérieur» (1777) — одно из самых ясных и систематичных изложений доктрины физиократизма. В вопросе о ценности, о деньгах, о денежном обращении автор не имеет себе равных среди физиократов. Раньше Смита Летрон устанавливает различие между valeur en échange и valeur en usage (меновой и потребительной ценностью). Свойство меновой ценности продукты получают лишь dans l’état social; следовательно, это свойство — общественного происхождения. Только меновые ценности составляют богатство. Научное определение ценности, данное Летроном, надолго пережило автора: «ценность состоит в меновом отношении, которое существует между двумя вещами или данными количествами двух продуктов; цена есть выражение ценности».
С 1769 года Летрон был ассоциированным членом Королевской академии изящной словесности в Кане, где в 1770—1771 годах прочитал пять речей, кроме того он являлся почётным членом Бернского экономического общества.
Гийом Франсуа Летрон умер 26 мая 1780 года в городе Париже.
Карл Маркс в своих трудах многократно ссылался на труды Летрона, в том числе и в своём знаменитом «Капитале».